# Operación Balboa
La Operación Balboa o Plan Balboa fue un ejercicio militar llevado a cabo por España desde el 3 al 18 de mayo de 2001 en simulación de una guerra de invasión del occidente de Venezuela desde Colombia y Panamá. La simulación militar o "juego de guerra" comprendió operaciones por aire, tierra y mar según las cuales las fuerzas de Estados Unidos junto con las de sus aliados, autorizados por una resolución de la ONU, atacaban el occidente de Venezuela. Los Estados Unidos eran identificados como el País Azul, Colombia como el País Blanco, Panamá como el País Cian, y Venezuela como el País Marrón.

## Controversias
El entonces presidente de Venezuela Hugo Rafael Chávez Frías, ha alegado que la Operación Balboa era efectivamente un plan real para invadir Venezuela y capturar sus campos petrolíferos. Incluso señaló la existencia de planes "contra-Balboa", destinados a contrarrestar la posible invasión. El general Melvin López Hidalgo, por entonces secretario del Consejo de Seguridad y Defensa de la Nación, sostuvo que la operación incluía el asesinato del presidente. Sin embargo, otras versiones la vincularon con el golpe de Estado de 2002, afirmando que la invasión hubiera tenido lugar tras un pedido del gobierno de facto, en caso de una posible resistencia armada para defender a Chávez.
Quienes se oponen a la teoría sostienen que no existen pruebas que vinculen la Operación Balboa con los Estados Unidos o la OTAN, dado que el ejercicio fue realizado íntegramente por las Fuerzas Armadas de España y elaborado en idioma español, que no es el oficial ni en Estados Unidos ni en los países de la OTAN. No obstante, la investigadora Eva Golinger ha señalado que numerosas siglas y referencias en el ejercicio están en inglés, entre otros argumentos que podrían implicar a los Estados Unidos.  Por su parte, el entonces embajador estadounidense en Venezuela, William Brownfield, negó la participación de Estados Unidos u otro país de la OTAN.